# Rolls-Royce Phantom

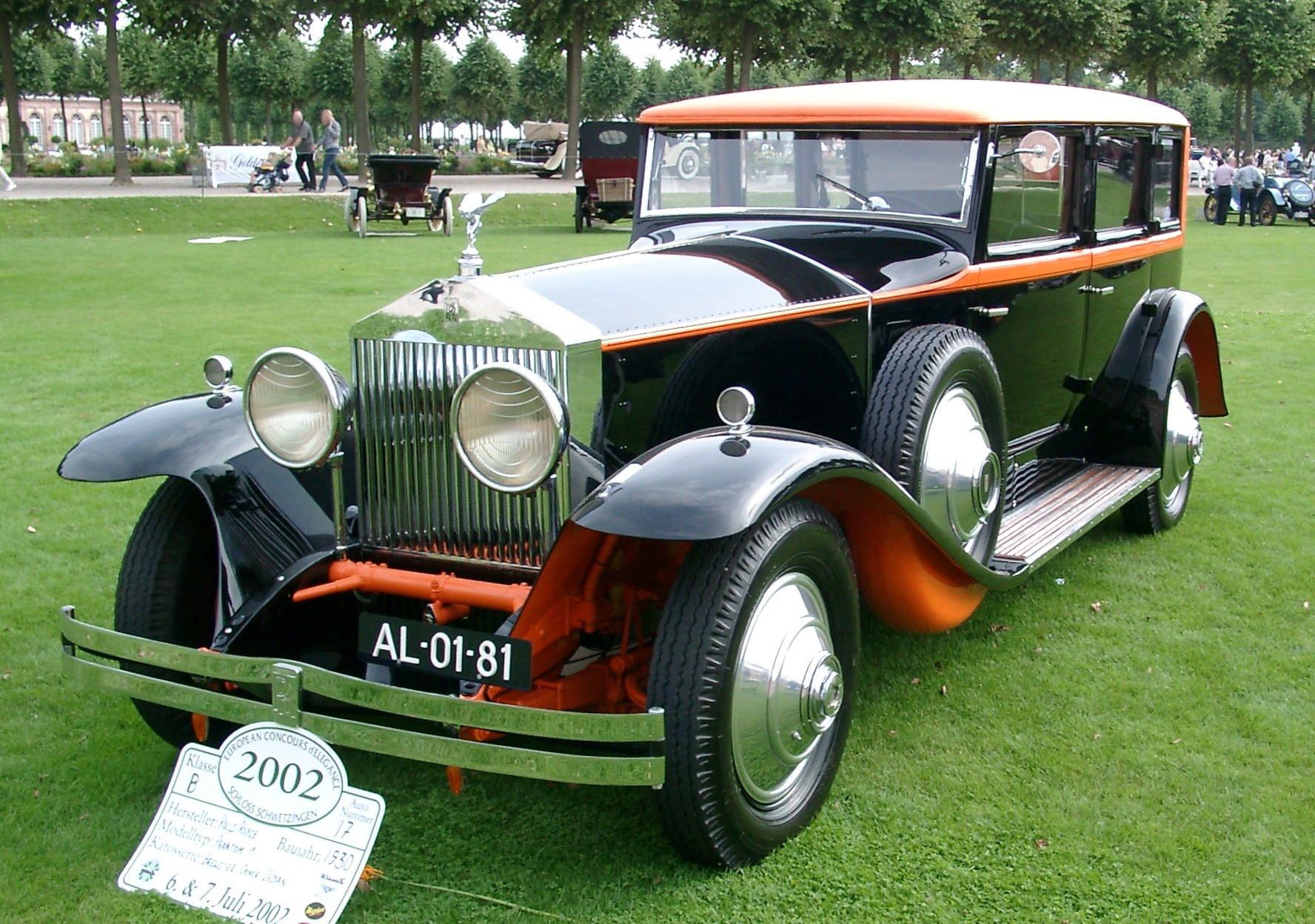
Springfield-Rolls-Royce Phantom I von 1930 mit Brewster "Dover" Limousinen-Aufbau

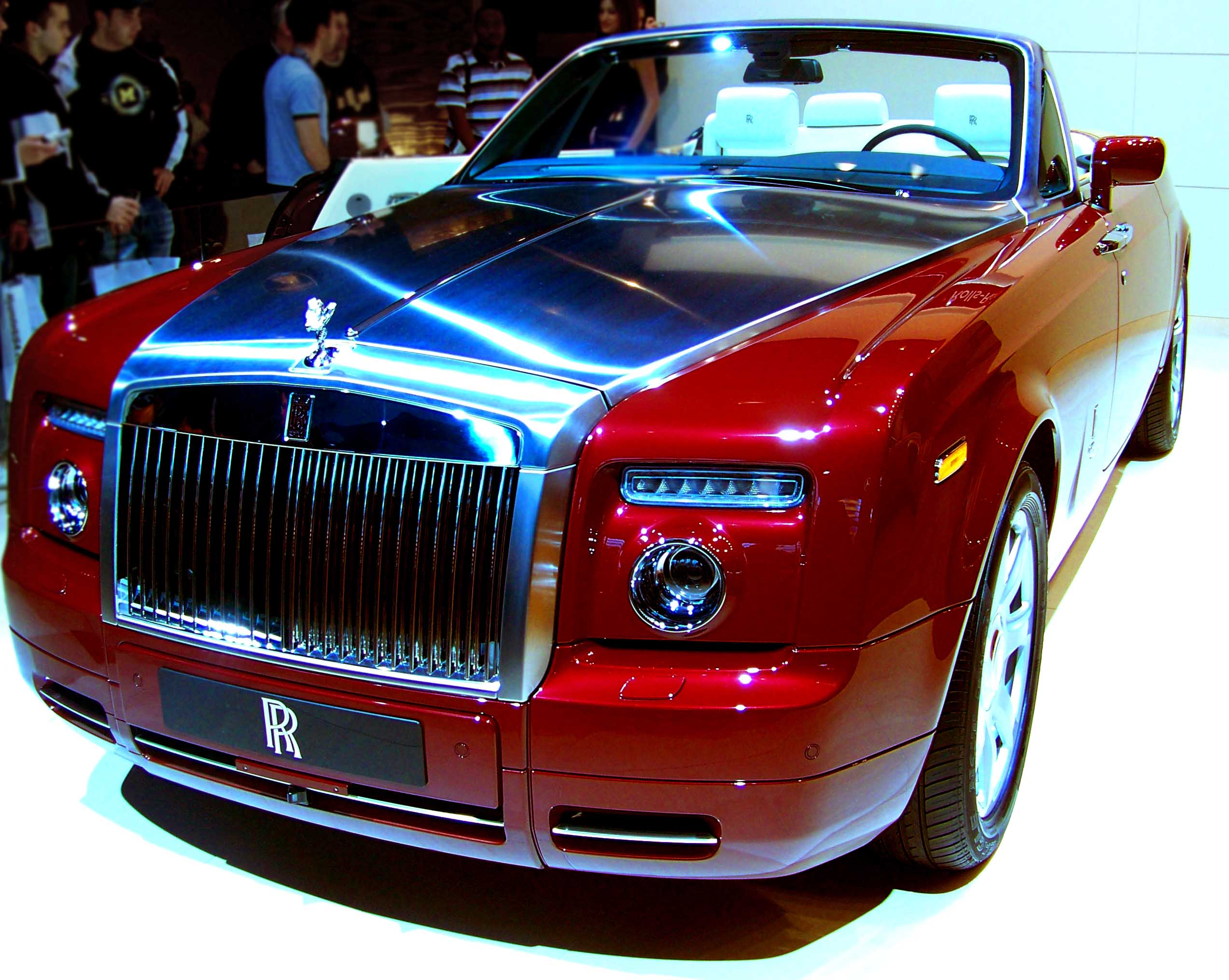
Phantom Drophead

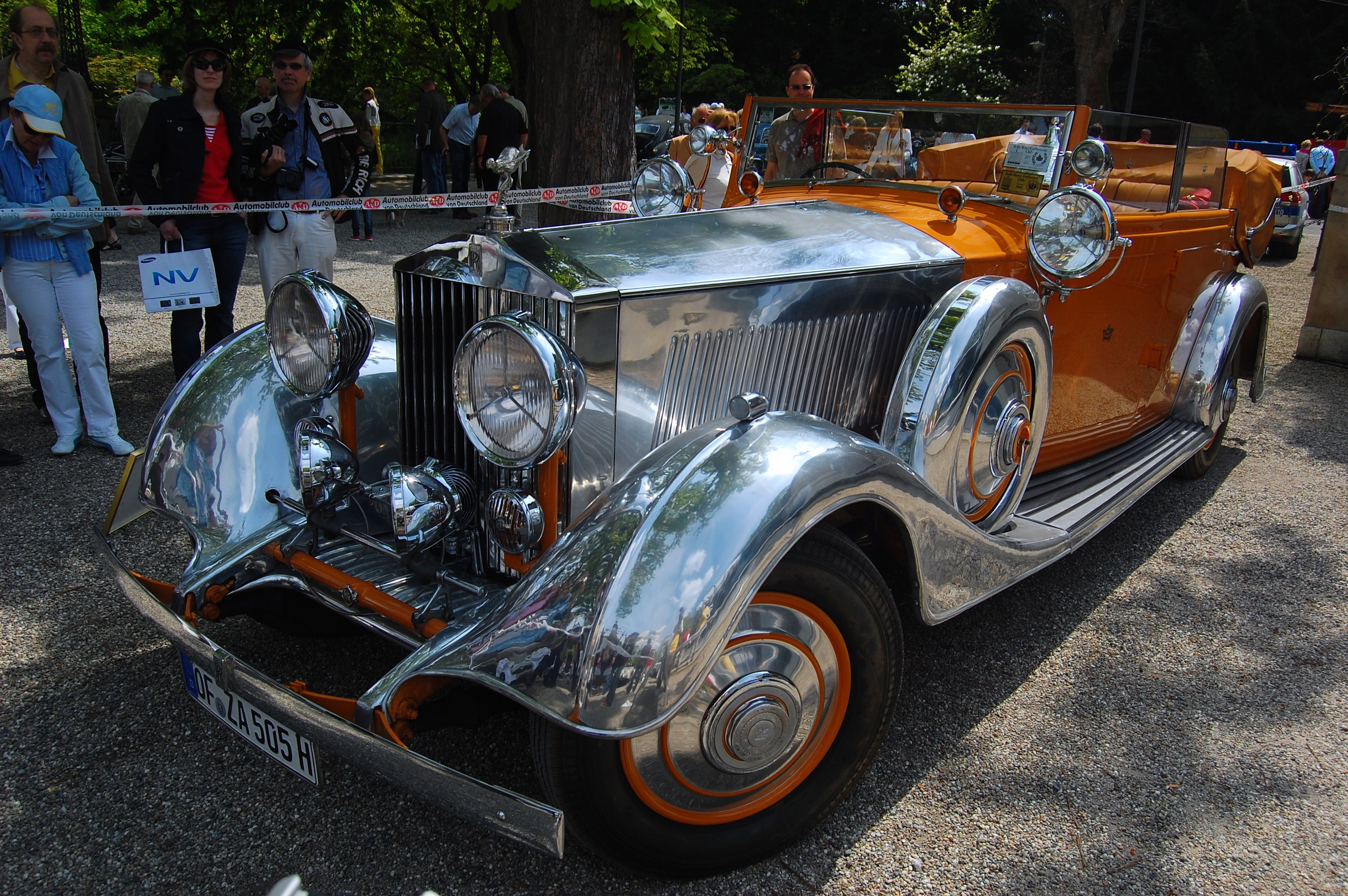
Rolls-Royce Phantom II Thrupp & Maberly All-Weather Cabriolet für den Maharadscha von Rajkot. das Auto ist bekannt als Stern von Indien

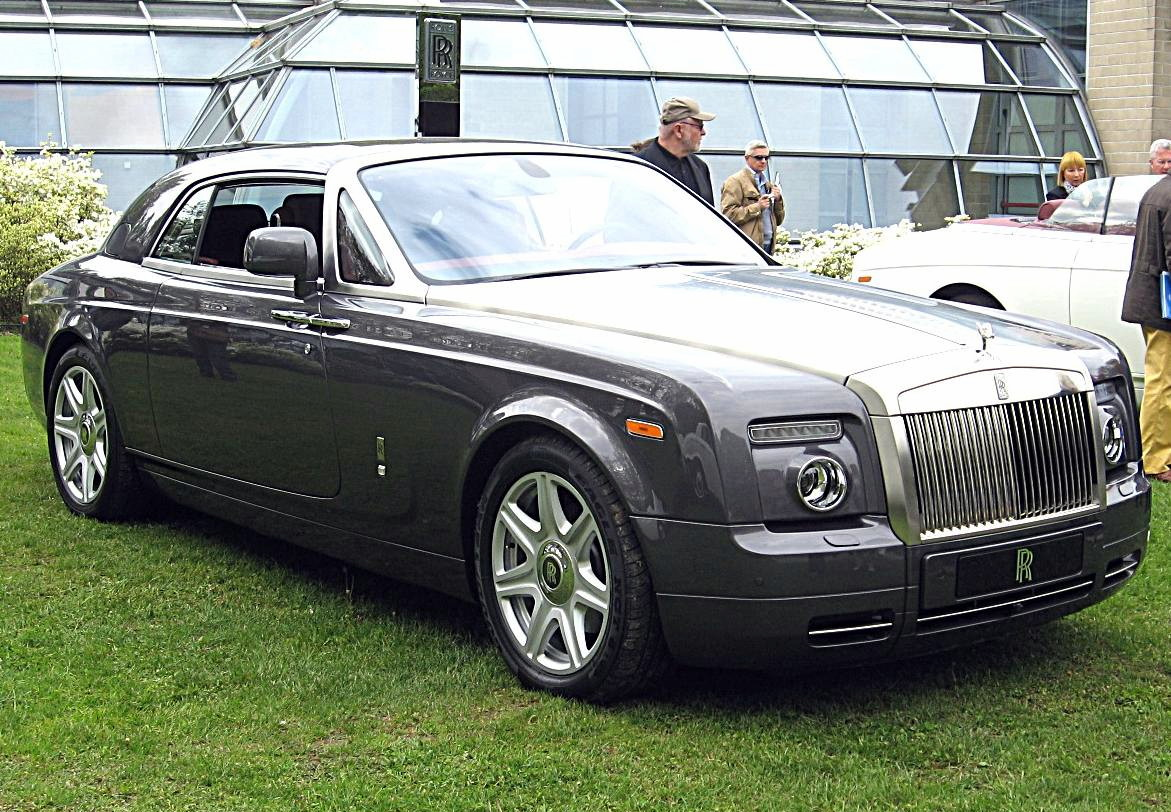
Rolls-Royce Phantom Coupé von 2008

Der Rolls-Royce Phantom stellte seit 1925 stets das deutlich distanzierte Spitzenmodell von Rolls-Royce dar, wobei das Haus im 20. Jahrhundert die Bezeichnung Phantom für verschiedene Modellgenerationen dieses großen und exklusiven Luxusautos verwendete. Das ab 2003 unter der Regie von BMW entwickelte und gebaute Spitzenmodell trägt ebenfalls wieder die Bezeichnung Phantom.
Bis heute wurden insgesamt acht Modelle gebaut:
- 1925–1931 Rolls-Royce Phantom I
- 1929–1936 Rolls-Royce Phantom II
- 1936–1939 Rolls-Royce Phantom III
- 1950–1959 Rolls-Royce Phantom IV
- 1959–1968 Rolls-Royce Phantom V
- 1968–1991 Rolls-Royce Phantom VI
- 2003–2017 Rolls-Royce Phantom VII
- 2007–2016 Rolls-Royce Phantom Drophead Coupé
- 2008–2016 Rolls-Royce Phantom Coupé
- ab 2018 Rolls-Royce Phantom VIII

Bis zur achten Generation wurden etwas mehr als 14.000 Fahrzeuge gefertigt. 

## Trivia
- Bekannt wurde das Auto unter anderem als Fahrzeug des Schurken Auric Goldfinger im gleichnamigen James-Bond-Film von 1964.
- Im selben Jahr entstand ebenfalls in Großbritannien der Episoden-Spielfilm Der gelbe Rolls-Royce (The yellow Rolls-Royce, Regie: Anthony Asquith), in dem ein gelber Phantom II im Mittelpunkt steht.
- Der rumänische Unternehmer Ion Țiriac ist der einzige Mensch der Welt, der im Besitz aller Phantom-Baureihen ist.[1]